# Ellie Sattler
Le Dr Ellie Sattler est un personnage de fiction de la franchise Jurassic Park.

## Présentation
Elle est paléobotaniste et apparaît pour la première fois dans le roman Jurassic Park de Michael Crichton en 1990, qui a lancé la franchise. Steven Spielberg réalise l'adaptation cinématographique de 1993, caste Laura Dern dans le rôle de Sattler et donne au personnage un rôle plus important par rapport au roman. Dans le roman, elle est étudiante du Dr. Alan Grant. Pour le film, Spielberg en fait un couple romantique, Sam Neill jouant le rôle de Grant,.
Dern reprend ce rôle dans Jurassic Park III en 2001. Dans le film, Sattler et Grant ont rompu leur relation mais restent amis. Elle est mariée à Marc et a deux enfants. Le personnage de Dern était initialement absent du film, mais les réécritures du scénario pendant la pré-production lui ont ajouté un rôle mineur. Le réalisateur Joe Johnston rompt la relation entre Grant et Sattler, estimant que cette dernière a l'air trop jeune pour une telle relation ; Neill a 20 ans de plus qu'elle.
Neill et Dern reviennent de nouveau dans un rôle de premier plan dans Jurassic World : Le Monde d'après, qui sort en 2022. Elle travaille maintenant comme pédologue. Dans le film, Sattler a divorcé de son mari ; elle et Grant ravivent finalement leur relation amoureuse. Colin Trevorrow, le réalisateur et co-scénariste du film, accorde à Neill et Dern la réunion de leurs personnages de manière romantique. Trevorrow et la co-scénariste Emily Carmichael désirent également faire de Sattler une actrice majeure du film,, aidant à conduire son intrigue. L'intérêt de Dern pour le changement climatique est incorporé dans le personnage, inspirant l'occupation de Sattler en tant que pédologue,,.
Il confirme par la suite que Jurassic World : Le Monde d'après est le dernier film de la série Jurassic Park où les deux acteurs apparaîtront,. Neill et Dern reprennent cependant leurs rôles pour les jeux vidéo Jurassic World Evolution et Jurassic World Evolution 2, prêtant leur voix à des packs de contenu téléchargeables, sortis respectivement en 2019 et 2022.
En 2019, Dern estime que le Dr. Sattler est son personnage préféré tourné au cinéma. Le premier film lui permet d’accéder à la notoriété internationale et est souvent cité comme l'une de ses meilleures performances, considéré par certains critiques comme une représentation moderne d'une héroïne d'action. Dern considère le personnage comme une icône féministe des années 1990,,.